# Обсада на Триполица
Обсадата на Триполица (също и Превземането на Триполица, на гръцки: Άλωση της Τριπολιτσάς) е битка в хода на гръцката война за независимост, завършила с превземането на град Триполица на 23 септември 1821 г. от въстаническите сили под ръководството на Теодорос Колокотронис и с участието на отряд под командването на Хаджи Христо Българин.
Падането на крепостта е първата голяма победа в началния етап от борбата за гръцка независимост, която неимоверно еманципира борците за свобода насетне. След превземането на града са убити около 30 000 мюсюлмани и 5000 евреи в отговор на предходно клане през миналата 1820 г. от страна на управляващите общности в Османската империя.
През 1825 г. Ибрахим паша превзема града, което е последвано от повторно избиване на християнските му жители.